# کریستینا اومانیا
کریستینا اومانیا (اسپانیایی: Cristina Umaña‎؛ زادهٔ ۲۴ دسامبر ۱۹۷۴) یک هنرپیشه اهل کلمبیا است.
از فیلم‌ها یا برنامه‌های تلویزیونی که وی در آن نقش داشته است می‌توان به نارکس اشاره کرد.